# Sébastien Ronzevalle
Sébastien Joseph Ronzevalle (Andrinople, 21 octobre 1865 - Beyrouth, 20 janvier 1937) est un archéologue et linguiste français.

## Biographie
Son père étant drogman à Beyrouth, il y passe toute son enfance. Il fait ses études à l'Université Saint-Joseph, étudie les antiquités et apprend les langues sémitiques. En 1890, il entre dans la Compagnie de Jésus et devient Professeur de géographie historique, d'épigraphie sémitique et d'archéologie à la Faculté orientale de l'Université Saint-Joseph de Beyrouth (1902-1937). Il est ordonné prêtre en 1904.
Spécialiste des monuments syriens et du temple de Baal-Markod, il est élu en 1909 membre correspondant de l'Académie des inscriptions et belles-lettres.

## Travaux
- Notes et études d'archéologie orientale, 1928